# Казе Гриљија (Алесандрија)
Казе Гриљија је насеље у Италији у округу Алесандрија, региону Пијемонт.
Према процени из 2011. у насељу је живело 16 становника. Насеље се налази на надморској висини од 179 м.